# Heitersbergstrecke
| Streckennummer (BAV): | 650 (Killwangen West–Lenzburg–Aarau) 698 (Killwangen West–Heitersbergl. Ost) |                                                  |                               |
| Fahrplanfeld: | 650, 651                                                                     |                                                  |                               |
| Streckenlänge: | 25,4 km                                                                      |                                                  |                               |
| Spurweite: | 1435 mm (Normalspur)                                                         |                                                  |                               |
| Stromsystem: | 15 kV 16,7 Hz ~                                                              |                                                  |                               |
| |                                                                              |                                                  |                               |
| \| \| \| von Zürich HB \| \| \| \| 16,1 \| Killwangen-Spreitenbach \| 393 m ü. M. \| \| \| \| nach Basel \| \| \| \| \| Überwerfung Heitersberg (nur rechtes Gleis) \| 312 m \| \| \| \| Heitersbergtunnel \| 4929 m \| \| \| 22,4 \| Mellingen Heitersberg \| 397 m ü. M. \| \| \| \| Fislisbachbrücke \| 168 m \| \| \| 22,8 \| Gruemet von Wettingen \| Gruemet von Wettingen \| \| \| \| Reussbrücke Mellingen \| 193 m \| \| \| \| OV Strasse 5 \| 66 m \| \| \| 25,9 \| Mägenwil \| 416 m ü. M. \| \| \| \| nach Brugg \| \| \| \| 27,7 \| von Brugg \| von Brugg \| \| \| 27,7 \| Othmarsingen \| 419 m ü. M. \| \| \| \| Verzweigungsbauwerk Gexi \| \| \| \| \| Erlismoosbrücke, nach Rotkreuz \| 125 m \| \| \| \| von Rotkreuz \| \| \| \| 31,9 \| Lenzburg Anschluss an die Seetalbahn nach Luzern \| 406 m ü. M. \| \| \| 32,4 \| nach Suhr–Zofingen \| nach Suhr–Zofingen \| \| \| 35,6 \| von Brugg \| von Brugg \| \| \| 35,6 \| Rupperswil \| 374 m ü. M. \| \| \| \| Rohr-Buchs (1995 geschlossen) \| \| \| \| 41,5 \| Aarau \| 383 m ü. M. \| \| \| \| nach Olten \| \| |                                                                              |                                                  |                               |
| Strecke |                                                                              | von Zürich HB                                    | von Zürich HB                 |
| Bahnhof | 16,1                                                                         | Killwangen-Spreitenbach                          | 393 m ü. M.                   |
| Abzweig geradeaus und nach rechts |                                                                              | nach Basel                                       | nach Basel                    |
| Brücke |                                                                              | Überwerfung Heitersberg (nur rechtes Gleis)      | 312 m                         |
| Tunnel |                                                                              | Heitersbergtunnel                                | 4929 m                        |
| Haltepunkt / Haltestelle | 22,4                                                                         | Mellingen Heitersberg                            | 397 m ü. M.                   |
| Brücke |                                                                              | Fislisbachbrücke                                 | 168 m                         |
| Abzweig geradeaus und von rechts | 22,8                                                                         | Gruemet von Wettingen                            | Gruemet von Wettingen         |
| Brücke über Wasserlauf |                                                                              | Reussbrücke Mellingen                            | 193 m                         |
| Brücke |                                                                              | OV Strasse 5                                     | 66 m                          |
| Bahnhof | 25,9                                                                         | Mägenwil                                         | 416 m ü. M.                   |
| Abzweig geradeaus und nach rechts |                                                                              | nach Brugg                                       | nach Brugg                    |
| Strecke von rechts · Strecke | 27,7                                                                         | von Brugg                                        | von Brugg                     |
| Bahnhof | 27,7                                                                         | Othmarsingen                                     | 419 m ü. M.                   |
| Strecke |                                                                              | Verzweigungsbauwerk Gexi                         | Verzweigungsbauwerk Gexi      |
| Strecke nach links · Strecke quer |                                                                              | Erlismoosbrücke, nach Rotkreuz                   | 125 m                         |
| Abzweig geradeaus und von links |                                                                              | von Rotkreuz                                     | von Rotkreuz                  |
| Bahnhof | 31,9                                                                         | Lenzburg Anschluss an die Seetalbahn nach Luzern | 406 m ü. M.                   |
| Abzweig geradeaus und nach links | 32,4                                                                         | nach Suhr–Zofingen                               | nach Suhr–Zofingen            |
| Abzweig geradeaus und von rechts | 35,6                                                                         | von Brugg                                        | von Brugg                     |
| Bahnhof | 35,6                                                                         | Rupperswil                                       | 374 m ü. M.                   |
| ehemaliger Haltepunkt / Haltestelle |                                                                              | Rohr-Buchs (1995 geschlossen)                    | Rohr-Buchs (1995 geschlossen) |
| Bahnhof | 41,5                                                                         | Aarau                                            | 383 m ü. M.                   |
| Strecke |                                                                              | nach Olten                                       | nach Olten                    |

Die Heitersbergstrecke ist eine schweizerische Eisenbahnstrecke zwischen den Bahnhöfen Killwangen-Spreitenbach und Aarau an der Ost-West-Haupttransversale zwischen Zürich und Bern. Hauptbauwerk der Heitersbergstrecke ist der 4929 Meter lange Heitersberg-Eisenbahntunnel, dessen Westportal bei Mellingen  und dessen Ostportal bei Killwangen liegt.
Die Strecke wurde als Teil der geplanten Neuen Haupttransversalen (NHT) in den 1970er-Jahren vorgezogen gebaut. Sie wurde am 1. Juni 1975 eröffnet und am 22. Mai 1975 dem fahrplanmässigen Betrieb übergeben.

## Streckenführung
Nach Killwangen zweigt die Heitersbergstrecke von der Stammstrecke Zürich–Baden–Aarau–Olten–Bern ab und durchstösst im fast fünf Kilometer langen Tunnel den Heitersberg (Westportal bei 663450 / 253440, Ostportal bei 668209 / 254467), vereinigt sich in Mellingen mit der Nationalbahnstrecke von Wettingen und in Othmarsingen mit der Südbahnstrecke Brugg–Rotkreuz. Ausserhalb von Othmarsingen entstand eine dreistöckige Streckenführung mit der Kantonsstrasse und dem Verzweigungsbauwerk Richtung Hendschiken und Lenzburg. Westlich von Lenzburg gelangt man mit einer neuen Streckenführung nach Rupperswil und mit einem später gebauten viergleisigen Abschnitt nach Aarau.
Dank der neuen direkten Streckenführung konnte die Geschwindigkeit durch den Tunnel auf 140 km/h erhöht werden und die Fahrzeit zwischen Zürich und Bern – auch durch weitere Bauwerke wie den Grauholztunnel bei Bern – um 20 Minuten gesenkt werden.
Im Heitersbergtunnel wurde von 1975 bis 2014 eine Feste Fahrbahn erprobt.
Im Rahmen des Projektes «Leistungssteigerung Rupperswil–Mägenwil» wurde von 2019 bis 2023 die Schleife Brunegg–Mägenwil erstellt und der Bahnhof Mägenwil umgebaut. Sie dient der Führung von Güterzügen auf dem Korridor Bözberg–RBL welche nun via Brugg Verbindungslinie–Birrfeld–Brunegg–Schleife–Mägenwil–Heitersberg verkehren und damit die Achse auf dem Korridor Aarau–RBL via Wildegg–Brugg–Baden für weitere Güterzüge freimachen. Damit kann der Abschnitt Rupperswil–Mägenwil entlastet werden und hat ermöglicht, dass die S11 der S-Bahn Zürich nun ganztags zwischen Dietikon und Aarau halbstündlich verkehrt. Das Projekt war Bestandteil des Ausbauschritt 2025.

## Ausbaupläne
Im Anschluss an die Heitersbergstrecke wurde in Richtung Olten seit 2015 der Eppenbergtunnel gebaut und Ende 2021 eröffnet. Zusätzlich war der weitere Ausbau der Heitersbergstrecke Teil des Programms Zukünftige Entwicklung der Bahninfrastruktur (ZEB). Zwischen Rupperswil und Gruemet sollte der Chestenbergtunnel entstehen. Mit der FABI-Vorlage wurde die ZEB-Vorlage abgeändert und der weitere Ausbau der Heitersbergstrecke inklusive Chestenbergtunnel fallen gelassen. Langfristig ist stattdessen eine Direktverbindung von Zürich Altstetten bis Rupperswil mit einem 30 km langen Tunnel geplant. Aufgrund der hohen Kosten von bis zu CHF 7 Mrd. ist eine Realisierung frühestens in einem Bahnausbauschritt 2045 realistisch.